# Vladimir Micov
Vladimir Micov (in serbo Влaдимир Мицов?; Belgrado, 16 aprile 1985) è un ex cestista serbo.

## Carriera
Trascorre i primi anni da professionista nella sua città natale con la maglia del Beopetrol, del Crvena Zvezda e dell'OKK Belgrado.
Ha attirato l'attenzione degli addetti ai lavori chiudendo la stagione 2004- 2005 al Lavovi 063 di Belgrado con 10,8 punti e 2,6 rimbalzi a partita.
L'estate successiva è passato al Buducnost Podgorica, in Montenegro, terminando la sua prima annata all'estero con 12,7 punti e 7 rimbalzi di media in Superleague. Nel 2006-2007 vince la coppa del Montenegro, sempre con la maglia del Buducnost, facendo registrare 10,5 punti di media in Lega Adriatica, prima di passare in marzo al Partizan Belgrado, con cui conquista il titolo serbo. Torna a Podgorica nel 2007-2008, dove partecipa sia alla Lega Adriatica, chiudendo la stagione con 12.4 punti di media in 29 gare, sia all'Uleb Cup, dove realizza, nelle 12 partite giocate, 11,8 punti e 4,8 rimbalzi ad incontro.
Inizia l'annata 2008-09 sempre con la casacca del Buducnost (disputando anche 8 match di Eurocup con 11,4 punti a gara). Nella stessa stagione passa poi in Grecia al Panionios Atene, con cui gioca 6 partite con 9 punti e 4,2 rimbalzi di media, prima di passare, nella stagione 2009-2010, al Caja Laboral Vitoria; gioca fino a dicembre in Spagna facendo registrare, in 7 gare di Eurolega, 4,1 punti di media in 15,4 minuti con l'ottima percentuale del 69,2% da due punti e, in 13 incontri di campionato, 2,6 punti di media in 12,4 minuti.
Il 30 dicembre 2010, Micov passa a Cantù, dove chiuderà la stagione con 11,5 punti,3,6 rimbalzi e 2,8 assist, contribuendo notevolmente all'ottima annata della squadra Brianzola e venendo riconfermato per altre due stagioni.
Nell'estate 2012 risolve il contratto con Cantù per accasarsi, poi, al CSKA Mosca.
Nell'estate 2017 sigla un contratto annuale con Olimpia Milano venendo riconfermato fino all'addio nell'estate 2021.
Il 16 luglio 2021, Micov torna al Budućnost VOLI, firmando un contratto annuale.
Ha partecipato, con la maglia della Serbia, a diversi campionati europei giovanili, vincendo un oro continentale nel 2001 nella categoria Under 16 e un bronzo nel 2005 nella categoria Under 20.
Nel luglio 2022 annuncia il suo ritiro dall'attività.

## Palmarès

### Club

#### Competizioni nazionali
- Campionato serbo: 1

Partizan Belgrado: 2006-07
- Coppa del Montenegro: 4

Budućnost: 2007, 2008, 2009, 2022
- Campionato montenegrino: 2

Budućnost: 2007-08, 2008-09
- Campionato russo: 1

CSKA Mosca: 2012-13
- Campionato italiano: 1

Olimpia Milano: 2017-18
- Supercoppa italiana: 3

Olimpia Milano: 2017, 2018, 2020
- Coppa Italia: 1

Olimpia Milano: 2021

#### Competizioni internazionali
- VTB United League: 2

CSKA Mosca: 2012-13, 2013-14
- Eurocup: 1

Galatasaray: 2015-16

### Individuale
- All-Eurocup First Team: 1

Galatasaray: 2015-16
- MVP Supercoppa italiana: 1

Olimpia Milano: 2018